# Autumn leaves (Daniel Kajmakoski)

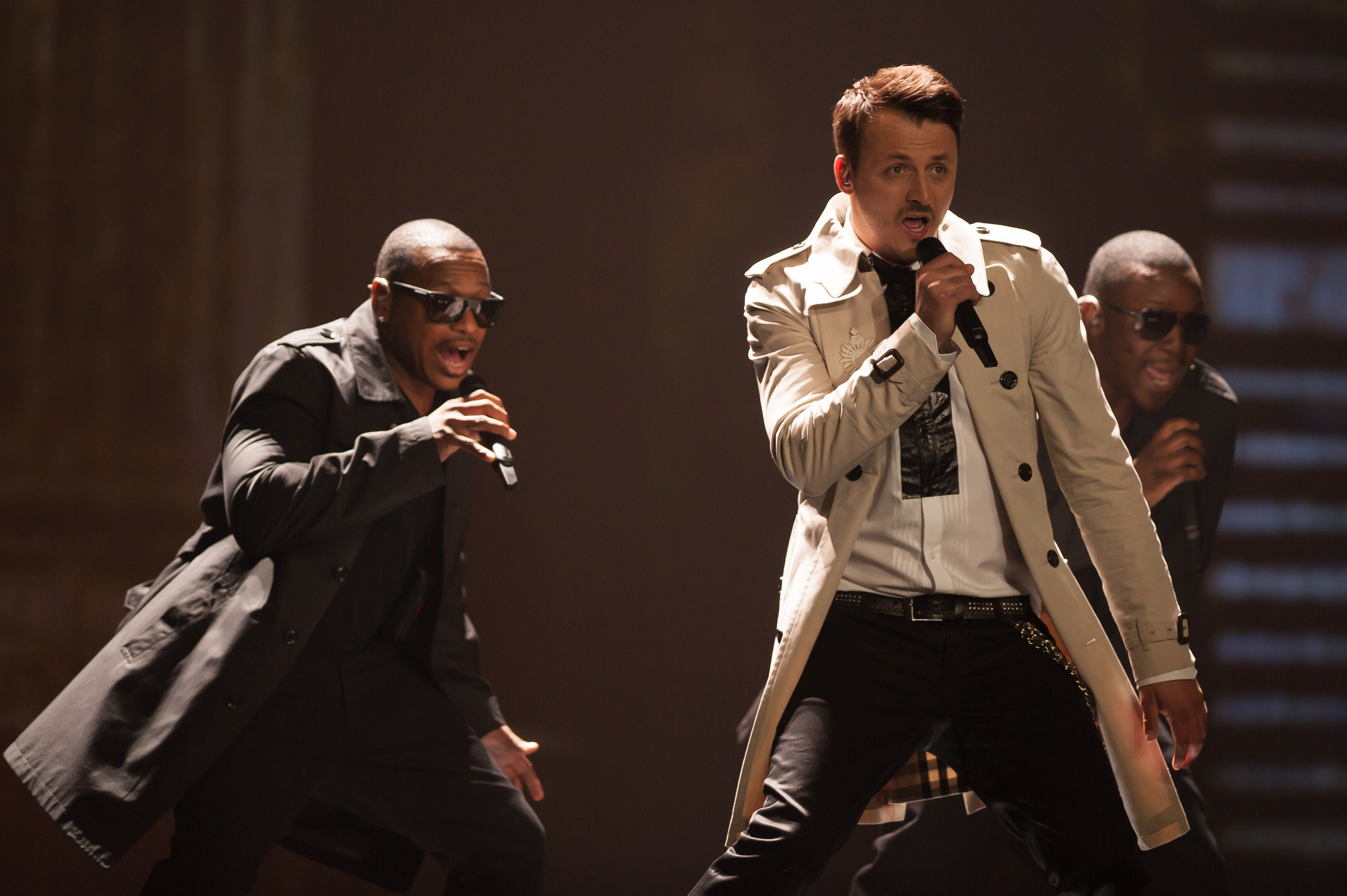
Daniel Kajmakoski op het songfestival

Autumn leaves (Nederlands: Herfstbladeren) is een single van de Macedonische zanger Danijel Kajmakoski. Het was de Macedonische inzending voor het Eurovisiesongfestival 2015 in Wenen, Oostenrijk, waarmee het bleef steken in de halve finale. Het nummer is geschreven door Aleksandar Mitevski, Boban Apostolov en Dalibor Grubačević en zou oorspronkelijk in het Macedonisch worden gezongen. Deze versie heette Lisja esenski (Лисја есенски).